# 龐托托克縣 (奧克拉荷馬州)
龐托托克縣（英語：Pontotoc County）是美國奧克拉荷馬州中南部的一個縣。面積1,879平方公里。根据美國2000年人口普查，共有人口35,143人。縣治艾達 (Ada)。
成立於1907年。縣名是奇克索語「草原上的香蒲」的意思
。